# Tres mujeres en la hoguera
Tres mujeres en la hoguera es una película de drama, romance y suspenso mexicana de 1979, dirigida por Abel Salazar, escrita por Carlos Valdemar y Luis Alcoriza, y protagonizada por Maricruz Olivier, Pilar Pellicer, Maritza Olivares, y Rogelio Guerra, con el debut cinematográfico de la cantante Daniela Romo. A pesar de haber sido un proyecto que se intentó censurar y cancelar por hablar sobre el lesbianismo, con el pasar del tiempo llegó a obtener el estatus de cine de culto, siendo considerada como una película pionera de la cinematografía mexicana por presentar el tema del lesbianismo de una forma más abierta al público.

## Argumento
Alex es un multimillonario empresario de bienes raíces de mediana edad quien mantiene un matrimonio abierto con Mané e invitan a Gloria, la amiga de ambos, a que pase unas vacaciones con ellos en la casa de la playa de la pareja, pero Gloria no viene sola, ya que la acompaña Susy, una joven exprostituta que es su novia.
Susy queda fascinada tanto por Alex como por la vida de lujos y comodidades que él posee y ambos no tardan en convertirse en amantes, situación que no le hace ninguna gracia a Gloria aunque no tanto por la infidelidad sino porque ella sabe que él tarde o temprano la convertirá en una más de sus esclavas sexuales por lo que, cuando Susy le informa a su pareja que no volverá con ella a casa para quedarse unos días más en el chalet, Gloria trata por todos los medios de hacerle cambiar de opinión pero la chica sigue decidida con sus planes.
Paralelamente Mané le confiesa a Gloria que se casó con Alex por conveniencia para quedarse con el dinero de este y ocultar su lesbianismo, además de que ya no le tolera su conducta y que aún la ama (después de que varios años antes ellas mantuvieran una relación y, a su vez, Alex trató de seducir a Gloria sin éxito para luego casarse con Mané), por lo que le propone matar a su esposo para que las dos se queden con el dinero y con Susy, respectivamente. En un principio Gloria rechaza la idea pero cuando se entera de que el millonario invitó a la joven a acompañarlo en un viaje a Marruecos, termina aceptándola.
Así, Gloria seduce a Alex y lo convence de llevarlo al día siguiente a bucear al mismo acantilado en donde él estuvo con Susy más temprano y, después de que el cuarteto celebrara una cena que luego se transformaría en orgía, Alex y Gloria se van al acantilado temprano por la mañana. Ya en el fondo del mar, Mané se les incorpora sigilosamente mientras saca un cuchillo, y luego se ve un forcejeo entre los tres personajes, hasta que a uno de ellos le es cortado el tubo de oxígeno del tanque y los otros dos abandonan el lugar mientras que el tercero fallece ahogado.
Susy observa desde la terraza la llegada de la lancha y se percata que solo hay dos personas que salen de la misma, pero para su sorpresa descubre que los recién llegados son Mané y Alex. La horrorizada joven corre hasta la playa y llora desconsoladamente al encontrar en la orilla el cadáver de Gloria.
La película termina cuando, algún tiempo después, Alex y Mané reciben a Peggy, otra de las jóvenes que llega a la casa, mientras Susy triste aún llora la muerte de su amante.

## Reparto
- Maricruz Olivier como Gloria
- Pilar Pellicer como Mané
- Maritza Olivares como Susy
- Rogelio Guerra como Alex
- Carlos Bravo y Fernández como invitado en la fiesta (no acreditado)
- Enrique Muñoz como Flavio, mayordomo de Alex y Mané (no acreditado)
- Daniela Romo como Peggy (no acreditada)

## Producción
La cinta fue filmada en 1977 bajo la dirección de Abel Salazar, pero su estreno se aplazó hasta 1979 debido a la censura impuesta por Margarita López Portillo, hermana del presidente José López Portillo, y la entonces directora general de radio, televisión y cinematografía mexicana; Portillo intentó cancelar el filme porque hablaba abiertamente sobre el tema del lesbianismo.

## Premios y nominaciones
La película fue nominada a los premios de Mejor Fotografía, Mejor Música y Mejor Coactuación Femenina (para Maritza Olivares) en la XVII Entrega de la Diosa de Plata (1980).